# Elaphoglossum tejeroanum
Elaphoglossum tejeroanum är en träjonväxtart som beskrevs av A. Rojas. Elaphoglossum tejeroanum ingår i släktet Elaphoglossum och familjen Dryopteridaceae. Inga underarter finns listade.